# 西山辰夫
西山 辰夫（にしやま たつお、1928年7月8日 - 2016年6月23日）は、日本の俳優。大阪府出身。身長172cm、血液型はO型。芸能プロダクション MC企画所属。元大阪放送劇団代表。関西俳優協議会顧問。

## 来歴・人物
テレビ創生期から数多くのドラマに出演。中でも『部長刑事』の西警部役で知られている。
時代劇においては『水戸黄門』などで悪代官や悪徳商人など悪役を中心に個性的な役柄で活躍。一方で気の良い善人役も数多く演じて親しまれた。
舞台演出家としても晩年まで精力的に若手の育成に取り組んでいた。
2016年6月23日、肝不全のため死去。87歳没。

## 出演

### テレビドラマ
- こども風土記 / 桃太郎物語（1957年、NHK大阪放送局）
- テレビ劇場 / 幻の山アムネコンガ（1957年、NHK大阪放送局）
- 平和屋さん（1959年、NHK大阪放送局）
- 部長刑事（1960-88年頃、ABC） - 西警部
- あすをつげる鐘 第5回「木下藤吉郎」（1962年、NHK）
- NHK大河ドラマ / 花の生涯（1963年、NHK） - 太田備中守
- ダイヤル110番（YTV / よみうりテレビ）
  - 第305話「たった一本の道」（1963年）
  - 第334話「護送車0724」（1964年）
- 風雪（1964年、NHK） - 語り
- 西郷札（1964年、NHK）
- 紀ノ川（1964年、NHK）
- 三匹の侍 第4シリーズ 第8話「おんな三題 板橋の宿」（1966年、CX） - 仝亭主
- 横堀川（1966年 - 1967年、NHK大阪）
- 船場（1967年、CX / KTV） - 語り
- ほっこまい（1967年、KTV / 宝塚映画） - ナレーター
- 銭形平次（CX / 東映） ※大川橋蔵版
  - 第46話「お静のいのち」（1967年） - 一色大膳
  - 第86話「小さな幸せを」（1967年） - 道庵
  - 第90話「狙われた平次」（1968年） - 道庵
  - 第92話「亥刻の鐘」（1968年） - 道庵
  - 第101話「翡翠を持つ女」（1968年） - 道庵
  - 第113話「親子雲」（1968年） - 道庵
  - 第171話「いのちの鏡」（1969年） - 朴庵
  - 第342話「しのび逢い」（1972年） - 板倉屋
  - 第446話「燃えろ!八五郎」（1974年） - 桔梗屋主人
  - 第509話「男の意地に花一輪」（1976年） - 徳右ヱ門
  - 第628話「江戸暮色」（1978年） - 美濃屋
  - 第646話「十手に賭けたお静の命」（1978年） - 内藤外記
  - 第660話「迷い橋・想い川」（1979年） - 安藤主馬
  - 第683話「平次の心意気」（1979年） - 奉行
  - 第739話「愛の墓標」（1980年） - 脇田将監
  - 第795話「八五郎替え玉作戦」（1982年） - 玄庵
  - 第800話「椋鳥の春」（1982年） - 越後屋
  - 第837話「花かるた殺人事件」（1983年） - 松前屋
  - 第855話「身代金五百両」（1983年） - 若松屋
  - 第867話「蛇の目かんざしの女」（1983年） - 山城屋
  - 第868話「七つの顔の平次」（1983年） - 酒井和泉守
- 俺は用心棒 第1シリーズ 第22話「見知らぬ旅の客」（1967年、NET / 東映）
- 待っていた用心棒（1968年、NET / 東映）
  - 第7話「志士になる日」
  - 第18話「潮騒の彼方から」
- 怪奇大作戦 第23話「呪いの壺」（1969年、TBS / 円谷プロ） - 鑑識
- 素浪人花山大吉 第87話「命がけで黙っていた」（1969年、NET / 東映）
- 銀河ドラマ / 風来先生（1970年、NHK）
- 青春太閤記 いまにみておれ! 第2話（1970年、NTV / 歌舞伎座テレビ室） - 住職
- 徳川おんな絵巻（1970年、CX / 東映） - 柳沢吉保
- 五社英雄アワー / 雪之丞変化 その九「紫の囮」（1970年、CX / 松竹） - 玄蕃
- ライオン奥様劇場（CX / 宝塚映画）
  - 恋のれん（1970年）
  - 良人の貞操（1975年）
- 水戸黄門（TBS / C.A.L）
  - 第1部 第13話「追いつめられて -堺港-」（1969年10月27日） - 丸屋
  - 第2部
    - 第6話「仇討ち無情 -松島-」（1970年11月2日） - 仙台藩使者
    - 第20話「喧嘩買います -木曽福島-」（1971年2月8日） - 野沢屋

  - 第5部 第16話「陰謀の罠 -広島-」（1974年7月15日） - 安井嘉兵衛
  - 第6部 第22話「父恋し伊勢参り -伊勢-」（1975年8月25日） - 山田奉行
  - 第7部 第8話「ちゃんの土俵入り -青森-」（1976年7月12日） - 町役人
  - 第8部
    - 第21話「黄門さまも人の親 -高松-」（1977年12月5日） - 恩田孫右衛門
    - 第26話「うぐいす春風剣 -中津-」（1978年1月9日） - 杵築掃部

  - 第9部 第18話「命を賭けた忍びの掟 -五箇山-」（1978年12月4日） - 越中屋宗助
  - 第12部 第11話「献上塩昆布にかけた意地 -大坂-」（1981年11月9日） - 北野屋庄右衛門
  - 第13部 第13話「真実を尽した妻の愛 -高野-」（1983年1月10日） - 西川屋
  - 第14部 第34話「葵を盗んだドジな奴 -赤穂-」（1984年6月18日） - 赤穂藩家老
  - 第15部
    - 第1話「謎の美剣士隠密旅 -高松-」（1985年1月28日） - 村井頼母
    - 第27話「殿様騙した親不孝者 -大垣-」（1985年7月29日） - 立石山城

  - 第16部
    - 第1話「水戸黄門 -水戸-」（1986年4月28日） - 役人
    - 第35話「赤べこが結ぶ夫婦の絆 -会津-」（1986年12月22日） - 柳瀬頼母

  - 第17部
    - 第1話「水戸黄門 -水戸・江戸-」（1987年8月24日） - 鳥羽藩の家臣
    - 第6話「悲願仇討ち傘女房 -岐阜-」（1987年10月5日） - 宮田屋

  - 第18部
    - 第15話「女意気地の博多織 -博多-」（1988年12月19日） - 国家老・多田重則
    - 第23話「夢芝居!? 八兵衛の若旦那 -京-」（1989年2月20日） - 西京屋民造

  - 第19部
    - 第12話「仇討ち悲願の名人芸 -一関-」（1989年12月11日） - 樋口屋徳右衛門
    - 第25話「大工修行で悪退治 -松本-」（1990年3月19日） - 家老・堀部主殿
    - 第28話「占い名人梅里先生 -川越-」（1990年4月9日） - 木原屋正兵衛

  - 第20部
    - 第7話「怨みを買った女医師 -桑名-」（1990年12月17日） - 春奉堂
    - 第15話「女度胸の玄海節 -小倉-」（1991年2月18日） - 大島屋
    - 第18話「密命帯びた用心棒 -嬉野-」（1991年3月11日） - 庄屋
    - 第42話「怪盗天神林の光右衛門　-盛岡-」（1991年8月26日） - 坂井田市右衛門

  - 第21部
    - 第5話「恩讐越えた恋人形 -三次-」（1992年5月4日） - 土産物屋
    - 第19話「恋を実らす占い合戦 -龍野-」（1992年8月10日） - 庄内屋
    - 第32話「世直し旅よ永遠に -江戸-」（1992年11月9日） - 相州屋

  - 第22部
    - 第29話「世継ぎを狙う毒の罠 -高田-」（1993年11月29日） - 越後屋総兵衛
    - 第34話「大黒様を笑わせた男 -日光-」（1994年1月10日） - 稲葉河内守

  - 第23部
    - 第4話「助さん格さん用心棒 -安中-」（1994年8月22日） - 田島掃部
    - 第24話「お銀に惚れた人形師 -福岡-」（1995年1月23日） - 吉田織部

  - 水戸黄門外伝 かげろう忍法帖 第7話「地獄に夢の花が咲く」（1995年7月3日） - 湖月屋
  - 第24部 第11話「悪を懲らした大予言 -松山-」（1995年11月27日） - 六右衛門
  - 第26部 第26話「幸せ運んだ世直し旅 -足利-」（1998年8月17日） - 藤代次郎兵衛
  - 第37部 第21話「おとぼけ主述の珍道中 -白石-」（2007年9月3日） - 和尚
  - 水戸黄門スペシャル(2015)（2015年6月29日）- 和尚 ※遺作
- 軍兵衛目安箱 第14話「誰も知らない女」（1971年、NET / 東映） - 鎌五郎
- さむらい飛脚 第9話「海賊の遺産」（1971年、NET / 東映）
- 清水次郎長 第27話「花嫁ひとり祝言」（1971年、CX / 東映） - 桑山盛助
- 遠山の金さん捕物帳（NET / 東映）
  - 第39話「片棒担いだ女」（1971年）- 黒田伝九郎
  - 第88話「月夜に浮かぶ男」（1972年） - 遠州屋
- ブラザー劇場 / 熱血猿飛佐助 第21話（1972年、TBS / 東映）
- 紫頭巾 第12話「この女一万両なり」（1972年、12ch / 松竹）
- 結婚シリーズ / ママは花嫁（1972年、KTV / 宝塚映画）
- 大岡越前（TBS / C.A.L）
  - 第2部 第18話「すっとび辰の失恋」（1971年9月13日） - 黒田豊前守
  - 第3部 第17話「天下一番の悪い奴」（1972年10月9日）
  - 第4部
    - 第6話「黒い影」（1974年11月11日）
    - 第19話「天下を盗る（前編）」（1975年2月10日） - 鍵屋

  - 第5部
    - 第9話「奥の陰謀」（1978年4月3日） - 黒門町の仁吉
    - 第12話「唐獅子の復讐」（1978年4月24日） - 唐津屋八右衛門

  - 第6部
    - 第26話「謎の連続殺人事件」（1982年8月30日） - 明石屋久兵衛
    - 第30話「十手を嵩の悪い奴」（1982年9月27日） - 安房屋

  - 第7部 第20話「辞世に託した三千両」（1983年9月5日） - 板倉勝茂
  - 第8部
    - 第7話「意地比べ江戸っ子気質」（1984年9月3日） - 越後屋
    - 第21話「凶賊お役者小僧」（1984年12月10日）
    - 第24話「雪絵を狙った夜の奉行」（1985年1月7日）

  - 第9部
    - 第3話「辰三おはなの祝言騒動」（1985年11月11日） - 紅屋
    - 第17話「謎の女賊は恩人の娘」（1986年2月17日） -若年寄・水野出羽守

  - 第10部
    - 第3話「巷の噂を買う女」（1988年3月14日） - 坂田屋
    - 第19話「掏った財布で恩返し」（1988年7月4日） - 上総屋

  - 第11部 第5話「娘目明し一番手柄」（1990年5月21日）
  - 第12部 第12話「将軍救った鉄拳仁術」（1992年1月6日）
  - 第13部
    - 第7話「祖父の秘密は大泥棒」（1992年12月28日） - 庄内屋
    - 第8話「抜荷の鍵は仏様」（1993年1月4日） - 海都屋

  - 第14部 第5話「嘘つき婆さんの人助け」（1996年7月15日） - 水野作右衛門
  - 第15部
    - 第11話「さまよう老人」（1998年11月23日）
    - 第12話「罪を着た男」（1998年11月30日） - 近江屋
- 江戸を斬る 梓右近隠密帳 第1シリーズ 第19話「盗人ざんげ」（1973年、TBS / 東映）
- ご存知遠山の金さん 第27話「あっぱれ腰抜け侍」（1973年、NET / 東映）
- 斬り抜ける 第1話「不義者俊平」（1974年、ABC / 松竹） - 家老
- 運命峠（KTV / 東映）
  - 第10話「一殺多生剣」（1974年） - 医者
  - 第17話「地獄むみょうの剣」（1974年） - 三浦右京
- ぶらり信兵衛 道場破り 第19話（1974年、CX・東映） - 木下
- 痛快!河内山宗俊 第21話「妻恋い、母恋い 風ひとつ」（1975年、CX / 勝プロダクション）
- 必殺シリーズ（ABC・松竹）
  - 必殺仕掛人
    - 第17話「花の吉原地獄の手形」（1972年） - 金太夫
    - 第26話「沙汰なしに沙汰あり」（1973年） - 加賀屋伝兵衛

  - 助け人走る 第9話「悲願大勝負」（1973年） - 笹川了庵
  - 必殺仕置人
    - 第12話「女ひとりの地獄旅」（1973年） - 松平藩 家老
    - 第26話「お江戸華町未練なし」（1973年） - 沢井刑部

  - 必殺必中仕事屋稼業
    - 第18話「はめ手で勝負」（1975年） - 梓忠左衛門

  - 必殺仕置屋稼業（1975年）
    - 第1話「一筆啓上 地獄が見えた」 - 与力 牧野
    - 第8話「一筆啓上 正体が見えた」 - 与力 真部

  - 必殺仕業人
    - 第18話「あんたこの手口をどう思う」（1976年） - 豊島屋九兵衛
    - 第24話「あんたこの替え玉をどう思う」（1976年） - 加瀬

  - 新・必殺仕置人 第36話「自害無用」（1977年） - 与力 神崎
  - 必殺商売人（1978年）
    - 第13話「裏の稼業にまた裏稼業」 - 近江屋市兵衛
    - 第26話「毒牙に噛まれた商売人」 - 奉行 堀田

  - 必殺からくり人・富嶽百景殺し旅 第3話「駿州片倉茶園ノ不二」（1978年） - 片倉屋
  - 必殺仕事人
    - 第11話「極悪人ほど よく眠れるか?」（1979年） - 柳原主膳
    - 第53話「惚れ技情炎半鐘割り」（1980年） - 林奉行・松村半十郎
    - 第67話「詣り技暗闇丑の刻重ね斬り」（1980年） - 美濃屋庄兵衛

  - 必殺仕舞人 第5話「津軽じょんがら嘆きのひと節-青森-」（1981年） - 高森陸奥守
  - 新・必殺仕事人
    - 第23話「主水 かくれて夜勤する」（1981年） - 玉山
    - 第34話 「主水 家でほっとする」（1981年） - 樽屋

  - 新・必殺仕舞人 第4話「八木節は悲しい村の恨み節」（1982年） - 石山
  - 必殺仕事人III
    - 第2話「下駄をはかせたのは両替屋」（1982年） - 分銅屋宗兵衛
    - 第32話「誘拐犯の娘に惚れたのは秀」（1983年） - 服部道庵

  - 必殺仕事人IV 第7話「主水 忘年会の幹事でトチる」（1983年） - 服部兵部
  - 必殺仕切人 第16話「もしも討入りに雪が降らなかったら」（1984年） - 天川屋
  - 必殺仕事人V （1985年）
    - 第3話「加代、ゴリムリンを売る」 - 鳴門屋
    - 第19話「加代、天才男と商売する」 - 小野寺主膳

  - 必殺仕事人V・激闘編
    - 第1話「殺しの番号壱弐参」（1985年） - 老中
    - 第12話「頼み人は津軽のあやつり人形」（1986年） - 田野倉
    - 第22話「せん、女ひとり旅する」（1986年） - 弥平次

  - 新春仕事人スペシャル 必殺忠臣蔵（1987年） - 大野九郎兵衛
  - 必殺まっしぐら! 第11話「相手は向島の元締」（1986年10月24日） - 上州屋
  - 必殺仕事人V・旋風編 第7話「主水、せん、りつ、ダブルベッドに寝る」（1987年） - 中村弾正利重
  - 必殺仕事人V・風雲竜虎編 第8話「殺しの的は影太郎」（1987年） - 野田屋治兵衛
  - 必殺剣劇人 第5話「月夜ばかりじゃねえ!」（1987年） - 玉川屋徳兵ヱ
  - 必殺仕事人・激突! 第8話「新門辰五郎のまとい」（1991年） - め組辰五郎
- 江戸を斬る（TBS / C.A.L）
  - 江戸を斬るII 第11話「二人鼠小僧」（1976年） - 良庵
  - 江戸を斬るVI 第11話「願いをかけた釣り忍」（1981年） - 近江屋紋兵衛
  - 江戸を斬るVII 第11話「お京誘拐御用旅」（1987年） - 代官
  - 江戸を斬るVIII 第8話「悪たれ婆さんの涙」（1994年） - 江州屋
- 新木枯し紋次郎 第15話「人斬りに紋日は暮れた」（1977年、12ch / 映像京都）
- 横溝正史シリーズ「犬神家の一族」（1977年、MBS） - 犬神寅之助
- お昼のテレビ小説 / 浪花おこし（1978年、CX / 京都映画）
- 風鈴捕物帳 第13話「雨中に消えた直訴状」（1978年、ANB / 東映）
- 疾風同心 第22話「途切れた記憶」（1978年、12ch / 東映）
- 柳生一族の陰謀 第33話「黒猫の恐怖」（1978年、KTV / 東映） - 大西典膳
- 疾風同心 第21話「人質救出の罠」（1978年、12ch / C.A.L） - 甚兵衛
- 桃太郎侍（NTV / 東映）※高橋英樹版
  - 第71話「親子十手に花が咲く」（1978年） - 重役
  - 第151話「白い肌に御用心」（1979年） - 曽根監物
  - 第201話「当るも八卦当らぬも八卦」（1980年） - 武太夫
  - 第215話「生みの親より育ての親か」（1980年） - 三木幸太夫
  - 第228話「花嫁の父、引き受けます」（1981年） - 伊勢屋清右衛門
  - 第241話「赤い首輪をつけた猫」（1981年） - 千田
  - 第253話「すずめ 涙の花嫁衣裳」（1981年） - 森田座勘左衛門
- 斬り捨て御免!（東京12ch）
  - 第1シリーズ 第23話「女の敵は地獄へ送れ」（1980年） - 本田外記
  - 第2シリーズ（1981年）
    - 第4話「女呪いの双つぼくろ」 - 堀田大膳
    - 第15話「闇夜になく母子鶴」 - 鬼頭玄蕃

  - 第3シリーズ 第17話「湯殿で襲われた女賭博師」（1982年） - 近江屋
- 赤かぶ検事奮戦記（朝日放送 / 松竹）
  - 第1シリーズ 第3話「小糸坂の白骨」（1980年） - 署長
  - 第3シリーズ 第12話「なぜ楊貴妃は首を吊ったか?」（1983年） - 赤木喜八郎
  - 第4シリーズ 第6話「破戒尼殺し」（1985年） - 奥村政太郎
- 土曜ワイド劇場
  - 京都殺人案内 第1作「花の棺」（1979年、ABC / 松竹） - 西川凰
  - 京都妖怪地図 第4作「河原町に棲む四百歳の不倫女医」（1986年、ABC / 松竹） - 水品邦夫
  - 謎のダイヤモンドを求めて日本縦断!（1989年、テレビ朝日） - 岡村仙造
- 柳生あばれ旅 第20話「壺振り女の恨み節」（1980年、ANB / 東映）
- 日本犯科帳・隠密奉行「こんぴら人形連続殺人事件の謎を斬る 闇に笑うこんぴら人形」（1981年、CX / 中村プロ）
- 江戸の用心棒 第5話「この生命三十両」（1981年、CX / 東宝 / 映像京都）
- ゆるしません! 第18話「思いやりって何?」（1981年、KTV / CX） - 石川幸太郎
- 天下御免の頑固おやじ 大久保彦左衛門（1982年、TBS） - 上杉定勝
- 東芝日曜劇場 / 先斗町袋小路（1982年、MBS）
- 遠山の金さん（ANB / 東映） ※高橋英樹版
  - 第28話「手裏剣使いの女参上!」（1982年）- 九蔵
  - 第62話「非情の再会・闇街道に消えた女」（1983年）
  - 第101話「危険な潜入! 赤い殺意に燃えた女」（1984年）- 熊平
- 松平右近事件帳 （1982-83年、NTV / ユニオン映画）
  - 第14話「打ち首千両」- 安岡惣兵衛
  - 第28話「女は二度夢を見た」- 小沼帯刀
  - 第44話「過去をもつ女にかかる濡れ衣」- 内藤采女
- 新・松平右近 （NTV / ユニオン映画）
  - 第22話「右近の旅立ち」（1983年）- 黒川左内
- 大奥 第2シリーズ 第47話「年上の佳人」（1983年、KTV / 東映） - 越後屋
- 眠狂四郎無頼控 第8話「悪魔儀式いけにえの女」（1983年、歌舞伎座テレビ / テレビ東京） - 鳴海屋
- 影の軍団IV 第9話「拾った女に手を出すな」（1985年、KTV / 東映） - 水田直忠
- 松本清張サスペンス・隠花の飾り / 記念に…（1986年、関西テレビ）
- 徳川風雲録 御三家の野望（1986年、TX / 東映） - 水野忠之
- 傑作時代劇シリーズ（ANB / 東映） 
  - 国境を越えた男（1987年）
  - 天下の御意見番罷り通る!彦左衛門外記（1987年）
- 銀河テレビ（NHK）
  - 裸足のシンデレラ（1987年） - 声の出演
  - わが歌・我愛ニイ（1988年）
- 暴れん坊将軍シリーズ（ANB / 東映）
  - 吉宗評判記 暴れん坊将軍
    - 第23話「怒れ!!魚河岸野郎」（1978年） - 真砂屋源造
    - 第56話「春の淡雪に消えた男」（1979年） - 松前屋
    - 第124話「溺れて手柄をたてた奴」（1980年） - 向井将監

  - 暴れん坊将軍II
    - 第152話「おんな大学 新さん疑惑の夜働き!?」（1986年） - 松前淡路守
- 江戸を斬る（TBS / C.A.L）
  - 江戸を斬るVII 第11話「お京誘拐御用旅」（1987年）
  - 江戸を斬るVIII 第8話「悪たれ婆さんの涙」（1994年） - 江州屋
- 続・三匹が斬る! 第9話「連発銃 昨日の友は今日の敵」（1988年、ANB / 東映）- 村年寄
- 翔んでる!平賀源内 第12話「天下一品南蛮揚げ」（1988年、TBS / C.A.L） - 大阪城代
- 奇兵隊 第1部「京洛の花に舞う－決起の章－」（1989年、NTV / ユニオン映画）
- 風雲!真田幸村（1989年、TX / 東映） - 藤堂高虎
- 大忠臣蔵（1989年、TX / 東映） - 荒木十左衛門
- 長七郎天下ご免!（ANB / 東映）
  - 第2話「誘拐! おさよ危機一髪」（1979年） - 石田頼母
  - 第13話「吾兵衛が惚れた!」（1980年） - 伊勢屋
  - 第18話「大江戸一の与太役人」（1980年） - 伊勢屋
  - 第57話「米なき里の豊年踊り」（1981年） - 棚倉藩江戸家老
  - 第71話「天狗が泣いた武士の道」（1981年） - 近江屋嘉兵衛
  - 第85話「男が燃えた潮風街道」（1981年） - 藤堂出羽守
- 長七郎江戸日記（NTV / ユニオン映画）
  - 第1シリーズ
    - 第20話「かけこみ寺異聞」（1984年） - 村沢主膳
    - 第31話「日陰に咲く花」（1984年） - 土屋頼母
    - 第40話「望郷」（1984年） - 篠沢嘉門
    - 第80話「桔梗、花一輪」（1985年） - 落合備前
    - 第106話「片思い」（1986年） - 大和屋
    - 第108話「裏町恨み唄」（1986年） - 高木小太夫

  - 第2シリーズ
    - 第12話「悲しい女」（1988年） - 山際左内
    - 第28話「ゆき暮れて母悲し」（1988年） - 赤沢典膳
    - 第42話「まかない屋おりき」（1989年） - 稲葉山城守

  - 第3シリーズ
    - 第4話「ひとつぶの銀」（1990年） - 辰巳屋仁左衛門
    - 第16話「雪女は恋に死ぬ」（1991年） - 朝倉外記
- 八百八町夢日記（NTV / ユニオン映画）
  - 第1シリーズ
    - 第10話「おりん慕情」（1989年） - 小田島弾正
    - 第25話「しのぶ恋、忘れ貝」（1990年） - 浅尾定次

  - 第2シリーズ
    - 第7話「灯明台の灯を守れ」（1991年） - 増田大炊頭
    - 第29話「見えぬ疫病神」（1992年） - 酒井肥後守
- 鬼平犯科帳（CX / 松竹）
  - 第2シリーズ 第11話「四度目の女房」（1991年） - 嘉平
  - 第4シリーズ 第3話「盗賊婚礼」（1992年） - 山城屋
  - 第5シリーズ 第12話「艶婦の毒」（1995年） - 松屋宗兵衛
  - 第7シリーズ 第2話「男のまごころ」（1996年） - 沢田筑後守
- 新春時代劇スペシャル / 樅ノ木は残った（1990年、NTV / ユニオン映画） - 立花飛騨守
- 幕府お耳役檜十三郎 最終話「闇の裁き!小判に抱かれて死ね」（1991年、テレビ東京 / 松竹）
- 料理少年Kタロー（1991年、KTV）
- 江戸中町奉行所（1990年、TX / 松竹）
  - 第7話「闇に消えた女」
  - 第12話「非情の影狩り!」
- 鞍馬天狗（TX / 松竹） 
  - 第46話「無惨!京に散る父子鷹」（1991年） - 奈良屋
  - 第51話「誠・新選組 最後の血戦」（1991年） - 大久保一翁
- 火曜サスペンス劇場 / 京都吉野殺人街道（1992年、NTV / 松竹）
- 名奉行 遠山の金さん （ANB / 東映）
  - 第4シリーズ 第7話「狙われた生き証人」（1992年） - 京極備前守
  - 第8シリーズ（遠山の金さんVS女ねずみ）第3話「復讐通り魔! 奉行の新妻襲う」（1997年） - 本田豊後守
- 金田一耕助の傑作推理「女怪」（1992年、TBS / 東阪企画） -  持田恭平
- 半七捕物帳 第11話「闇の顔役」（1992年、NTV / ユニオン映画） - 尾州屋
- いのちの現場から（1992年 - 1995年、MBS） - 中尾院長
  - 新・いのちの現場から2 第1話（2006年） - 斉藤
- 喧嘩屋右近 第2シリーズ 第9話「おれたちの右近先生」（1993年、TX / 松竹）
- 闇を斬る!大江戸犯科帳 第19話「蛍大名」（1993年、NTV / ユニオン映画） - 大村屋治平
- 付き馬屋おえん事件帳（TX / 松竹）
  - スペシャル「散る花 咲く花 吉原と大奥の光と影!」（1993年）
  - 第3シリーズ 第4話「女郎になった妻」（1995年） - 奈良屋
- 1994年版古都（1994年、TX）
- 大暴れ!一心太助 〜天下のご意見番大久保彦左衛門罷り通る〜（1995年、NTV、ユニオン映画） - 老中
- 江戸の用心棒 第20話「汚された恋文」（1995年、NTV / ユニオン映画） - 土田頼母
- 江戸の用心棒II 第15話「縁談アリ地獄」（1996年、NTV / ユニオン映画） - 清島玄馬
- 金曜エンタテイメント / 京都祇園入り婿刑事事件簿5（1999年、CX）
- ジャッジII 島の裁判官奮闘記 第5話「旅人〜タビンチュ〜」（2008年、NHK大阪放送局） - 島の老人
- 月曜ゴールデン / 遺品整理人 谷崎藍子2（2012年、MBS）
- 松本清張 球形の荒野（2014年3月9日、BS日テレ / ユニオン映画） - 住職

など

### 映画
- ひとごろし（1976年、松竹） - 松平宗矩
- 野獣刑事（1982年、東映） - 福田捜査一課長
- 必殺! III 裏か表か（1986年、松竹） - 勘定奉行所与力
- 社葬（1989年、東映） - 白坂泰

### オリジナルビデオ
- マル暴株式会社2（1994年、東映ビデオ）

### 舞台
- 実録・私設銀座警察（1973年）
- 大阪放送劇団公演
  - 「招かれざる客」（1979年12月） - マイクル 役
  - 検察側の証人「情婦」（1980年12月） - ロバーツ卿 役
  - 「蜘蛛の巣」（1982年12月） - ヘンリー 役
  - 「二人の長い影」（2011年） - 演出
- 大阪新劇フェスティバル35周年記念合同公演「贋作」（2008年3月） - 父・徳兵衛 役
- 戯人舎20周年記念公演「とりあえず、ボレロ」（2008年8月）
- 演技集団 我が街 第21回公演「文楽」（2009年11月）
- 関西俳優協議会後継者育成事業公演「十二人の怒れる男」（2013年3月）

など

### ドキュメンタリー
- その時歴史が動いた 第72回「日本を愛したアインシュタイン・その悲劇」（2001年、NHK） - アルベルト・アインシュタインの声

### ラジオドラマ
- 玉虫厨子幻想（1964年、NHKラジオ第2放送） - 朗読
- R1放送劇シリーズ
  - 「マストにかかれアメリカの星」（1960年） - 勝海舟
  - 「春泥尼抄」（1960年）
- R2ラジオ劇場シリーズ
  - 「鳥羽絵巻」（1960年）
  - 「カラスの四季」（1960年）
- FMドラマシリーズ（NHK）
  - 「大阪ルンペン地図」（1966年）
  - 「小判拾壱両」（1966年）
  - 「奇妙な航海」（1978年）
  - 「真田十勇士」（1979年）
  - 「南海幻想」（1986年）
  - 「コスモスの伝言」（1987年）
  - 関西異色人物シリーズ 第2回（1979年）
- NHK-FM 青春アドベンチャーロード「もしかして時代劇」（1989年） - 徳川家康
- NHK-FMシアターシリーズ
  - 「駐車場を探せ!」（1989年） - 岸田
  - 「見えない雲」（1990年8月26日） - おじいちゃん
  - 「ホーム・レス」（2005年11月12日）

### その他
- 声のえほんシリーズ / シンデレラ姫（ひかりのくに株式会社） - お話（語り）
- 声のえほんシリーズ / 三つのねがい (ひかりのくに昭和出版株式会社) - おじいさん
- CD 梶原一明が語る「本田宗一郎俺の生き方・考え方」（ナレーター）
- DVD 日本語を歌・唄・謡う（朗読）